# Соколовский, Патрик
Патрик Соколовский (пол. Patryk Sokołowski; род. 25 сентября 1994, Варшава) — польский футболист, полузащитник клуба «Краковия».

## Биография
Воспитанник варшавской «Легии». В системе клуба, играя за команды различных возрастов, провел 13 сезонов, однако за основной состав не провел ни одного матча. Зимой 2014 года был отдан в полугодовую аренду в ФК «Олимпия» из Эльблонга. После окончания арендного соглашения вернулся во вторую команду «Легии». 27 августа 2014 года на правах свободного агента подписал контракт с клубом первого дивизиона чемпионата Польши «Знич» из Прушкува, за который провел 13 матчей. В феврале 2015 года вернулся в «Олимпию», сыграл за клуб 31 матч, забил один гол. После полутора лет в команде, 6 июля 2017 года на правах свободного агента перешел в команду Первой лиги «Вигры» (Сувалки). 1 июля 2018 года — заключил контракт с клубом высшей лиги чемпионата Польши по футболу «Пяст» из города Гливице.
Дебют в основном составе состоялся 23 июля 2018 года, в матче с «Заглембе» — игрок вышел на замену на 91-й минуте встречи. В первом сезоне за «Пяст» он отыграл 12 матчей, и вместе с командой выиграл чемпионат Польши по футболу. В матче розыгрыша Кубка Польши с «Легией» забил гол в ворота своего бывшего клуба. Играл в квалификационных матчах Лиги Чемпионов.
В апреле 2020 года «Пяст», активировав соответствующую опцию в контракте, продлил соглашение с футболистом до июня 2021 года.

## Достижения
«Пяст»
- Чемпион Польши: 2018/19